# Automoto

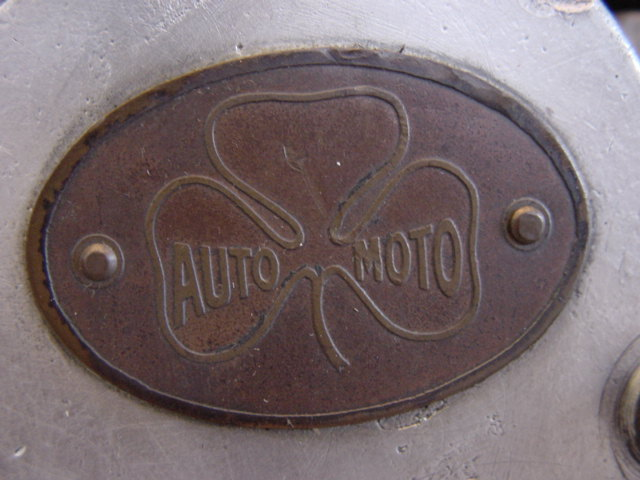
Embleem

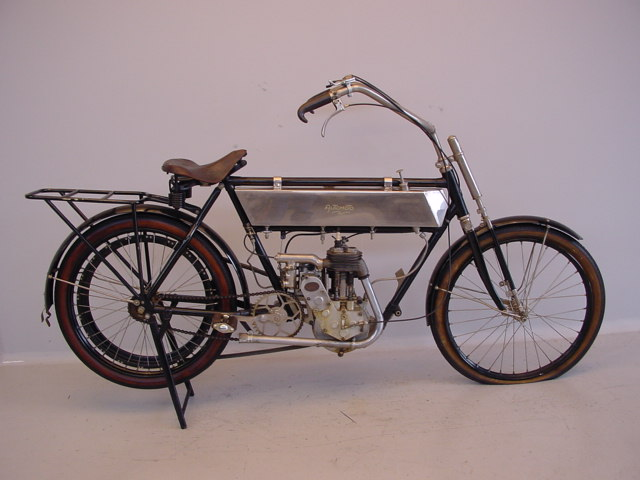
Automoto 3 pk uit 1910 met een Moser-inbouwmotor

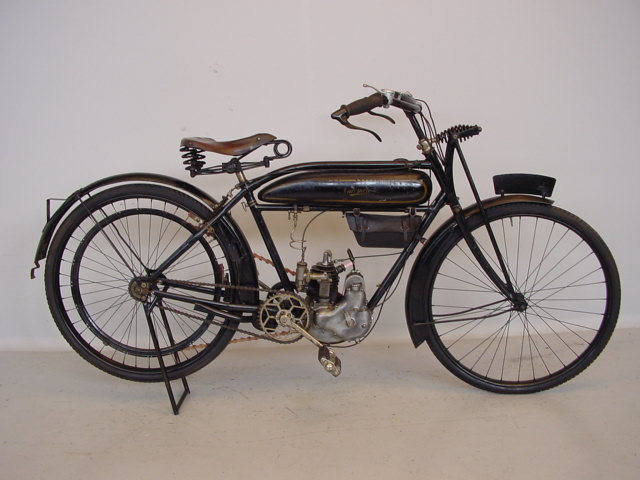
Automoto 100cc-eencilinder uit 1925

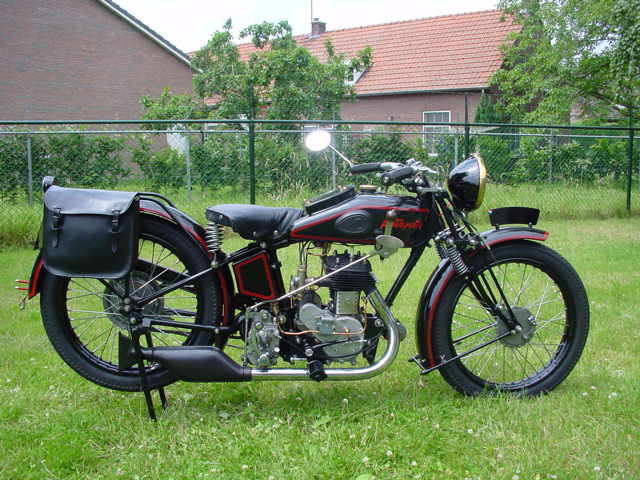
Automoto 250cc-zijklepper uit 1929

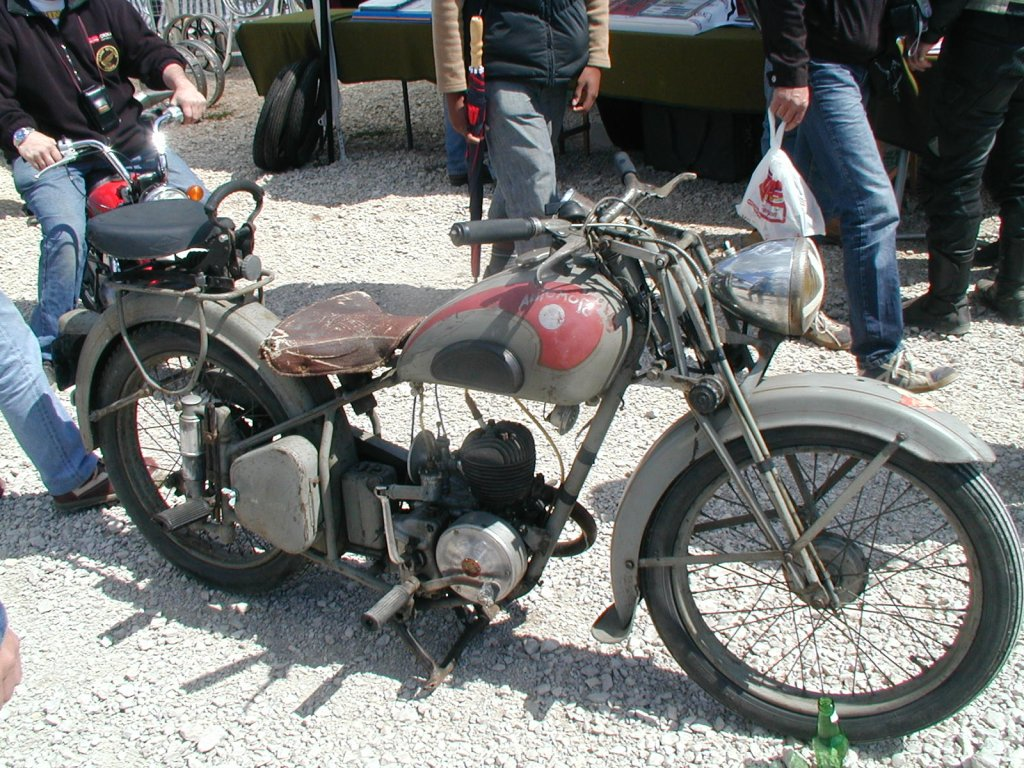

Automoto is een historisch Frans merk van motorfietsen.
De bedrijfsnaam was: Chavanet, Gros, Pichard & Co., Saint-Étienne, Loire, later S.A. des Constructions Mechanique de la Loire, St. Etienne, Loire, Société Automoto, Paris en Terrot-Automoto, Beaulieu-Valentigney (1901-1962).
Automoto werd in 1901 opgericht. Men ging fietsen produceren, maar ook motorfietsen met inbouwmotoren van Moser, Aubier Dunne, Blackburne, Chaise, Zürcher, JAP en Villiers.
De bekendste motorfiets van het merk Automoto was een 175cc-tweetaktracer uit de jaren 1922-1923 waarmee talloze successen in nationale en internationale wedstrijden werden geboekt. In 1926 kwam er een 100cc-model met een reductiebak en riemaandrijving, maar ook een lichte 175cc-motorfiets. In 1927 kwamen er ook viertaktmodellen: 250- en 350cc-zijkleppers.
In 1931 werd het merk overgenomen door Peugeot. In 1935 bestond het programma uit 125- en 175cc-tweetakten en daarnaast nog elf viertaktmodellen van 350- tot 600 cc.
Na 1945 werden Franse 123- en 248cc-AMC-motoren toegepast. In 1947 leverde men modellen van 98-, 125-, 169- en 197 cc, allemaal tweetaktmotoren met drie versnellingen. In 1951 verschenen tweetaktmodellen met motoren van Le Poulain, VAP en Marquet, maar er waren ook viertaktmodellen van 125- en 175 cc. In 1954 leverde men geheel nieuwe modellen, waaronder een 250cc-viertakt met bovenliggende nokkenas en vier versnellingen. In 1955 kwam er een model met een lichtmetalen brugframe met een centrale buis, een telescoopvork en in swingarm-achtervering. In de jaren daarna kwamen er modellen met inbouwmotoren van VAP, Himo en Bima-Peugeot, maar ook 100cc-tweeversnellings-modellen met een Villiers-motor.
In 1962 verdween het merk Automoto van de markt.
Automoto moet ook ooit eigen motorblokken gemaakt hebben, omdat ze werden gebruikt door het Engelse merk ACME.
Tussen 1901 en 1907 maakte het auto's. Bovendien fabriceerde Automoto ook fietsen.

## Wielrennen
Vanaf 1911 sponsorde Automoto een eigen wielerploeg, die vooral in de jaren twintig van de twintigste eeuw sterk voor de dag kwamen. Voor de Eerste Wereldoorlog was er succes met de Belg Paul Deman die de Ronde van Vlaanderen won. Vanaf 1922 stond er jarenlange een sterke Franse wielerploeg van Automoto aan de start van grote wedstrijden. Renners als Henri en Charles Pélissier en Eugène Christophe en later Lucien Buysse wonnen vele koersen. Ottavio Bottecchia reed van 1923 tot zijn dood in 1927 voor de ploeg en werd in 1924 de eerste Italiaan die de Ronde van Frankrijk won, een kunstje dat hij een jaar later herhaalde. Hij werd voorafgegaan door Henri Pélissier en opgevolgd door Buysse, waardoor Automoto liefst vier keer achtereen de Tour won. De Belg Georges Ronsse vier jaar voor de ploeg en werd in deze periode twee maal (1928 en 1929) wereldkampioen. Bovendien won hij in 1927 Parijs-Roubaix. Na 1929 hield de ploeg tijdelijk op met bestaan, en keerde Automoto nog slechts sporadisch als sponsor terug in de wielrennerij, voor het laatst in 1951 onder leiding van manager Yves Petit-Breton met Jean Robic als kopman.